# Financijska revizija
Financijska revizija je ispitivanje ispravnosti financijskih izvještaja poduzeća, zakonitosti poslovanja poduzeća te ocjena internih računovodstvenih kontrola.

## Vrste revizija
1) Državna revizija: Obveznici državne revizije su korisnici državnog proračuna. Istu obavljaju državni revizori.
2) Neovisna (eksterna) revizija: Poznata i pod nazivom zakonska. Obveznici su poduzeća u skladu s kriterijima Zakona o reviziji. Obavljaju ju neovisni (eksterni) revizori.
3) Interna revizija: Formira se kao odjel u poduzeću te je sastavni dio poduzeća. Obavljaju ju interni revizori (zaposlenici poduzeća).

## Interes za revizijom
Za reviziju je zainteresiran izravno vlasnik poduzeća te se revizija vrši prvenstveno u funkciji zaštite njegovih vlasničkih interesa. Zatim, za reviziju je zainteresirana i država (uz vlasnički interes) zbog otkrivanja nepravilnosti u obračunavanju i ubiranju poreza, doprinosa i ostalih nameta. Nadalje, tu su i vjerovnici, banke i investitori, koji su zainteresirani za praćenje karakteristika svojih potraživanja, odnosno investicija.

## Vanjske poveznice
- Zakon o reviziji
- Državni ured za reviziju